# Dipartimento di Lekié
Il dipartimento di Lekié è un dipartimento del Camerun nella regione del Centro.

## Comuni
Il dipartimento è suddiviso in 9 comuni:
- Batschenga
- Ebebda
- Elig-Mfomo
- Evodoula
- Lobo
- Monatélé
- Obala
- Okola
- Sa'a